# 620
620 (DCXX) je bilo prestopno leto, ki se je po julijanskem koledarju začelo na torek.

## Dogodki
- 1. januar

## Smrti
- Rado, majordom Burgundije (* ni znano)